# Insurance Corporation of British Columbia
Insurance Corporation of British Columbia ( ICBC ) est une société d'État provinciale de la Colombie-Britannique qui fournit des assurances. ICBC a été créé en 1973 par le gouvernement NDP du premier ministre Dave Barrett.
Selon la loi, tout véhicule immatriculé et conduit ou stationné sur la voie publique en Colombie-Britannique doit être couvert par le forfait d'assurance de base d'ICBC, qui peut être acheté auprès de courtiers indépendants dans toute la province. Cette couverture de base, appelée "Autoplan", comprend la protection de responsabilité civile, la protection des automobilistes sous-assurés, les indemnités d'accident, la protection contre les délits de fuite et la responsabilité inverse.

## Histoire
L'objectif initial de l'ICBC était de fournir une assurance automobile publique obligatoire universelle et abordable en Colombie-Britannique en opérant sur une base sans but lucratif,. Cependant, en mars 2010, le gouvernement libéral de la Colombie-Britannique de Christy Clark a annoncé qu'il obligerait ICBC à verser à la province des dividendes totalisant quelque 778 millions de dollars sur trois ans, marquant ainsi la fin des opérations d'ICBC en tant que société d'État à but non lucratif et la rendant seul fournisseur public d'assurance automobile à but lucratif au Canada,. Ces dividendes ont finalement totalisé 1,2 milliard de dollars. Depuis la création de l'ICBC, ses responsabilités se sont élargies pour inclure les permis de conduire, l'immatriculation des véhicules et diverses initiatives de sécurité routière.
Lorsque ICBC a été créée, elle détenait initialement le monopole de toutes les assurances automobiles dans la province, mais en 1977, sa loi habilitante a été modifiée pour permettre aux assureurs privés de lui faire concurrence sur le marché de l'assurance facultative (supplémentaire) (y compris des couvertures telles que l'assurance responsabilité, collision et plans complets),. ICBC continue à la fois de détenir le monopole de l'assurance de base et d'offrir une couverture complémentaire facultative.

### Histoire récente
Le 23 novembre 2016, le gouvernement provincial a annoncé que les voitures « de luxe » (celles d'une valeur de plus de 150 000 $) ne seront plus assurées par ICBC. En 2016, il y avait environ 3 000 voitures de cette classe assurées par ICBC ; le gouvernement a affirmé que ce changement permettrait d'économiser environ 2,3 millions de dollars par an. Les concessionnaires automobiles haut de gamme ont critiqué ce changement, arguant qu'il serait préférable d'ajuster les tarifs que ces propriétaires de voitures paient plutôt que d'ignorer tout une gamme de véhicules sur la route. En 2017, ICBC a introduit une version modifiée de ce nouveau système, selon laquelle les véhicules « de luxe » pourraient toujours être assurés, mais devraient payer des primes plus élevées. En vertu de ce nouveau système, « certains véhicules de luxe qui sont considérés comme des véhicules de grande valeur se voient facturer des primes d'assurance de type « Autoplan de base » plus élevées, à compter du 8 janvier 2017 ». Les véhicules classés comme véhicules « de luxe » peuvent également nécessiter une demande pour « obtenir leur propre couverture des dommages, qui comprend la couverture collision, tous risques et risques spécifiés ».
En 2019, ICBC a révisé sa structure tarifaire pour l'assurance responsabilité civile en passant à un modèle du secteur privé où les catégories à haut risque paient des primes plus élevées. Le procureur général David Eby a condamné les tarifs élevés, soulignant la nécessité de réductions de prix pour les jeunes conducteurs, tout en reconnaissant que les tarifs sont toujours subventionnés.
En février 2020, le gouvernement provincial de la Colombie-Britannique a annoncé qu'il faisait passer l'ICBC d'un « modèle basé sur les litiges » à un modèle « sans faute ». En vertu de ce nouveau modèle, « les personnes impliquées dans des accidents de véhicules ne peuvent plus intenter de poursuites en dommages-intérêts, sauf dans les cas impliquant des condamnations judiciaires pour des infractions telles que la négligence, les courses de rue, la conduite avec facultés affaiblies, ou dans les cas de fabrication défectueuse, de réparations bâclées et de consommation excessive d'alcool par une entreprise ». Au lieu d'une poursuite judiciaire, les gens « recevront des prestations, des paiements pour des soins médicaux et une indemnisation directement de l'ICBC, en utilisant des montants fixés par la province en fonction du type de blessure ». On estime que ce changement permettra à ICBC d'économiser « 2,9 milliards de dollars en frais juridiques, douleurs et souffrances et réclamations pour blessures en 2022 ». Sur les 2,9 milliards de dollars, 1,2 milliard de dollars seront « redirigés vers l'augmentation des prestations de traitement et l'accélération des délais de réponse aux réclamations », et 1,7 milliard seront utilisés pour mettre en œuvre la réduction de taux de 20 %. En janvier 2021, la British Columbia Utilities Commission a approuvé une  « diminution de 15% des tarifs d'assurance de base », l'ICBC déclarant qu'« avec l'introduction de la nouvelle couverture de soins améliorés de l'ICBC en mai 2021, les conducteurs économiseront en moyenne 20% sur leur combinaison de base et assurance véhicule facultative ».
En février 2021, le gouvernement de la Colombie-Britannique a annoncé que les conducteurs de la Colombie-Britannique « recevront un chèque unique d'une moyenne de 190 $ » en raison de « l'amélioration des perspectives financières d'ICBC, en partie en raison de la baisse du nombre d'accidents et de réclamations pour accident pendant la pandémie ». Un deuxième rabais a été annoncé en juillet 2021, d'une moyenne de 120 dollars par titulaire de police.
En mars 2022, le gouvernement de la Colombie-Britannique a annoncé qu'ICBC « fournira une remise de secours unique de 110 $ aux clients pour alléger le fardeau financier de l'augmentation des prix de l'essence causée par l'invasion de l'Ukraine par les forces russes ». Le gouvernement a déclaré que les fonds pour les remises proviendraient du « revenu net de 1,9 milliard de dollars pour l'exercice se terminant le 31 mars 2022 », le reste étant « réinvesti dans les réserves de capital d'ICBC pour garantir que les tarifs restent abordables pour le long terme ».

## Opérations

### Direction
L'ICBC est régie par un conseil d'administration nommé conformément aux dispositions de l'Insurance Corporation Act, la loi habilitante de l'ICBC. Le conseil d'administration, le chef de la direction et la direction de l'ICBC régissent l'ICBC conformément aux meilleures pratiques en matière de gouvernance d'entreprise et conformément aux dispositions de la loi habilitante, de la Motor Vehicle Act, d'autres lois applicables à l'ICBC et des directives du Cabinet du Comité provincial. La preuve d'assurance est démontrée, en partie, par l'apposition d'un autocollant sur la plaque d'immatriculation. À compter du 1er mai 2022, les décalcomanies sont supprimées et ne seront plus émises. Cela a été fait dans le cadre de la transition vers les renouvellements par internet.

### Tarifs et finances
Comme d'autres compagnies d'assurance, l'ICBC fonde ses primes sur l'historique des sinistres du client, le type d'automobile et l'emplacement géographique. Le programme de rabais de la Société (appelé « Roadstar » et « Roadstar Gold ») récompense les conducteurs prudents avec des primes réduites en fonction du nombre d'années pendant lesquelles le conducteur a été exempt de réclamations réussies contre eux.
Les tarifs applicables à la couverture d'assurance automobile de base de l'ICBC sont soumis à l'examen de la British Columbia Utilities Commission (BCUC) et sont établis par celle-ci. Dans la pratique, cependant, le Cabinet du gouvernement provincial contrôle la fixation des tarifs d'ICBC grâce à son pouvoir de fixer des résultats financiers cibles (tels que les ratios de réserve de capital et les bénéfices) et à travers sa capacité à émettre des directives spéciales à la BCUC.
Les revenus perçus par la Société servent principalement à payer les prestations d'assurance et les frais d'exploitation. Le reste est consacré à la réalisation du mandat d'ICBC de promouvoir la conduite sécuritaire (la campagne « RoadSense »), ainsi qu'à diverses autres stratégies de prévention des sinistres.